# Guanylharnstoff
Guanylharnstoff ist ein Folgeprodukt der Reaktion von Dicyandiamid DCD mit starken Säuren, wie z. B. Schwefelsäure H2SO4 zum Guanylharnstoffsulfat, und entsteht durch anschließende Freisetzung der Base, z. B. mittels Bariumhydroxid. 1-Carbamoylguanidin ist das Hauptabbauprodukt des Antidiabetikums Metformin und Ausgangsstoff für pharmazeutische Wirkstoffe, Pflanzenschutzmittel und Explosivstoffe.

## Vorkommen und Darstellung
Guanylharnstoff kommt nicht natürlich vor, findet sich jedoch weit verbreitet in Oberflächengewässern in Konzentrationen bis zu 28 µg/l als Abbauprodukt des gegen Typ-2-Diabetes wirksamen Biguanids Metformin. Der Wirkstoff wird im menschlichen Organismus nicht metabolisiert und zu ca. 90 % unverändert ausgeschieden, aber in Abwasserkläranlagen anaerob zu Guanylharnstoff abgebaut.
In der Ruhr stellte GU im Jahr 2018 mit 3,3 Jahrestonnen nach dem Komplexbildner EDTA das zweithäufigste unter den regelmäßig gemessenen Spurenstoffen dar – allerdings mit seit Jahren abnehmender Tendenz (in 2016: 5,6 to/a). Mit adaptiertem Belebtschlamm kann aber auch Guanylharnstoff vollständig abgebaut werden.
Bei der erstmals 1862 berichteten chemischen Synthese von Guanylharnstoff (hier als Dicyandiamidin bezeichnet)
wird Dicyandiamid zu einer verdünnten Mineralsäure, wie z. B. Salpetersäure, Salzsäure oder Schwefelsäure oder einer starken organischen Säure, wie z. B. Ameisensäure gegeben, wobei sich beim Erwärmen auf 80 °C Cyanoguanidin DCD löst und in exothermer Reaktion unter Hydrolyse der Cyanogruppe zur Amidgruppe zum Guanylharnstoffsalz der entsprechenden Säure reagiert.
Die gut wasserlöslichen Salze des Guanylharnstoffs fallen beim Abkühlen „in a high stage of purity and very good yields“ nur dann an, wenn die Reaktionstemperatur bei ca. 100 °C gehalten und die Wassermenge begrenzt, bzw. gelöstes Salz mit einem wassermischbaren organischen Lösungsmittel wie Aceton ausgefällt wird. Aus der wässrigen Lösung des Guanylharnstoff-sulfats kann die Base Guanylharnstoff durch Zugabe von Bariumhydroxid, aus anderen Salzen mittels Calciumhydroxid bei Temperaturen < 50 °C freigesetzt werden.

## Eigenschaften
1-Carbamoylguanidin ist ein weißer Feststoff, der in „langen, glasglänzenden Prismen“ kristallisiert und sich in Wasser und Pyridin und in Ethanol in der Wärme gut löst. Wegen ihrer geringeren thermischen Stabilität – die Nitrat- und Perchlorat-Salze sind allerdings bis > 200 °C beständig – und der ausgeprägten Hygroskopie und Adsorption von CO2 aus der Luft  wird die Base Guanylharnstoff meist in Form ihrer gut wasserlöslichen Mineralsalze, wie z. B. Nitrat, Chlorid, Phosphat oder Sulfat bzw. ihrer in dipolar aprotischen Lösungsmitteln löslichen organischen Salze, wie z. B. des Formiats verwendet.

## Anwendungen
Guanylharnstoffnitrat GUN bildet mit basischem Kupfer(II)-nitrat BCN als Oxidationsmittel einen gaserzeugenden Komplex, der als Ersatz für giftiges Natriumazid als Gasgenerator für Airbags vorgeschlagen wird – ebenso wie so genannte „energiereiche“ Salze des GU mit, z. B. Azid-Anionen.
Das aus Guanidincarboxamid und Ammoniumdinitramid zugängliche Salz Guanylharnstoffdinitramid (GUDN, FOX-12) wird als halogenfreies, „grünes“ Treibmittel für Raketenantriebe und wegen seiner außerordentlich hohen Unempfindlichkeit gegenüber Schlag und Reibung als robuster Explosivstoff untersucht.
5-Azacytosin ist ein 1,3,5-Triazin (sym-Triazin), in dem die 5-CH-Gruppe der Nukleinbase Cytosin durch ein Stickstoffatom ersetzt ist. Es entsteht in ca. 80 %iger Ausbeute bei der Reaktion von Guanylharnstoff bzw. Guanylharnstoff-formiat mit Orthoameisensäuretriethylester HC(OEt)3 in Dimethylformamid DMF bei ca. 100 °C.
Die Zytostatika Azacitidin (5-Azacytidin) und Decitabin (5-Aza-2′-deoxycytidin) sind synthetische Nucleoside, die beide 5-Azacytosin als Nukleinbase aufweisen.

## Umweltrelevanz
Guanylharnstoff ist pseudo persistent auf Grund der schweren Abbaubarkeit und dem hohen Eintrag in die Gewässer. Bei Ökotoxokologischen Tests konnte ein negativer Einfluss von Guanylharnstoff auf Daphnia magna und Ceriodaphnia dubia nachgewiesen werden. Ebenso zeigte Guanylharnstoff teratogene Effekte bei Danio rerio in Konzentrationen die bereits in deutschen Flüssen gefunden wurden. Guanylharnstoff steht im Verdacht endokrine Effekte in Richtung Feminisierung bei Fischen zu haben. Auch hinsichtlich des Gesundheitlichen Orientierungswertes (GOW im Trinkwasser = 1,0 μg/L) wurde dieser in den Oberflächenwässern bereits oft überschritten.